# H.N.I.C. Part 2
H.N.I.C. Part 2 ist das dritte Musikalbum des US-amerikanischen Rappers Prodigy. Es erschien am 22. April 2008 in den Vereinigten Staaten von Amerika. Der Tonträger wurde über das Label Voxonic veröffentlicht. Am 4. November 2008 erschien das Album unter dem Titel H.N.I.C. Pt. 2: The Ultimate Collectors Edition als Wiederveröffentlichung.

## Hintergrund
Im März 2007 erschien das Album Return of the Mac von Prodigy über das Label Koch Records. Dieses sollte als Werkzeug zur Vermarktung von H.N.I.C. Part 2 fungieren. Koch Records machte dem Rapper ein Angebot für dessen drittes Album, welches Prodigy jedoch ablehnte. Er nahm schließlich ein Angebot der Firma Voxonic an. Prodigy stieg außerdem als Partner bei Voxonic ein und arbeitet dort als A & R.

## Entstehung
Die Aufnahmen für H.N.I.C. Part 2 begannen bereits im Jahr 2004. Da Prodigy der Arbeit mit seiner Gruppe Mobb Deep, welche er mit dem Hip-Hop-Musiker Havoc bildet, Vorrang einräumt, verzögerte sich die Fertigstellung des Albums. So arbeitete er in dieser Zeit an neuer Musik für Mobb Deep und ging auf die Anger Management-Tour. Außerdem stellten sich nach der Fertigstellung „juristische Probleme“ für Prodigy ein.
Im Gegensatz zu früheren Alben, legte Prodigy bei der Entstehung von H.N.I.C. Part 2 mehr Wert auf die Beats. Die Themen behandeln, laut Aussage des Rappers, „universelle Probleme“. Das Hauptaugenmerk lag bei der Produktion auf der Atmosphäre des Albums.

## Vermarktung
Voxonic bewarb das Album mit einer Technologie, die eine aufgenommene Stimme lädt und diese dann in verschiedene Sprachen übersetzen kann. So können eingesprochene oder, im Fall des Albums, eingerappte Texte in gleicher Betonung und bei gleichbleibender Stimme übersetzt werden. H.N.I.C. Part 2 ist somit das erste Hip-Hop-Album, das in über 1.000 Sprachen übersetzt wurde.

## Titelliste
1. Real Power Is People – 3:36
2. The Life – 2:48
3. Young Veterans – 5:34
4. Illuminati – 3:30
5. New Yitty – 2:38
6. A,B,C’s – 3:40
7. Click Clack (feat. Twin Gambino) – 2:56
8. Veteran’s Memorial Part II – 4:29
9. Field Marshal P (feat. Un Pacino) – 4:27
10. 3 Stacks (feat. Twin Gambino) – 4:00
11. When I See You – 3:11
12. It’s Nothing (feat. Big Noyd) – 3:51
13. I Want Out (feat. Havoc und Un Pacino) – 5:11
14. A,B,C’s (Vox Spanish Remix Teaser)
15. Dirty New Yorker

## Produktion
An der Produktion von H.N.I.C. Part 2 waren die Hip-Hop-Musiker The Alchemist, Sid Roams, Havoc und Apex beteiligt. Apex war für die musikalische Gestaltung von When I see you und It’s nothing verantwortlich. Die Produktion der Stücke The Life, Young Veterans, Illuminati, Veteran's Memorial Part II sowie des Bonus-Titels Dirty New Yorker übernahm The Alchemist. Ein Lied wurde von Havoc, mit welchem Prodigy das Musik-Duo Mobb Deep bildet, produziert. Dieses ist der Titel I want out. Außerdem war Sid Roams durch die Produktion von Real Power Is People, A,B,C’s, Click Clack, 3 Stacks und A,B,C’s (Vox Spanish Remix Teaser) in die Entstehung des Albums involviert.

## Gastbeiträge
Auf H.N.I.C. Part 2 sind nur vereinzelt Gastmusiker vertreten. Twin Gambino war an der Entstehung der Stücke Click Clack und 3 Stacks beteiligt. Mobb Deep-Mitglied Havoc ist in dem Lied I want out zu hören. Des Weiteren ist der Rapper Big Noyd auf It’s nothing vertreten. Außerdem ist Un Pacino durch die Stücke Field Marshal P und I Want Out beteiligt. Dieser war bereits auf dem vorherigen Album Return of the Mac vertreten.

## Rezeption

### Erfolg
Das Album stieg auf Platz 36 der US-amerikanischen Billboard 200-Charts ein. In der ersten Woche wurden 13.000 Kopien von H.N.I.C. Part 2 verkauft.

### Kritik
Auf der Internetseite Rap4Fame.de wird das Album mit drei von möglichen fünf Bewertungspunkten ausgezeichnet. Dabei bezeichnet der Redakteur H.N.I.C. Part 2 als „Durchschnitts-Album“, welches den Vorgänger Return of the Mac nicht übertrifft. Die Produktionen und insbesondere die Beats von Sid Roams werden negativ kritisiert. 3 Stacks ist aus Sicht des Redakteurs der „schlechteste Track der Scheibe“, wohingegen der Titel I want out als „absolutes Maximum“ des Albums bezeichnet wird. Des Weiteren wird auch Prodigy kritisiert. So werden die von ihm verfassten Texte zwischen „0815-Phrasen und Belanglosigkeit“ eingeordnet. Das Album dokumentiert „wie wenig [Prodigy] noch zu erzählen hat“. Neben der negativen Kritik, werden die Beats von Havoc sowie die Beiträge des Rappers Un Pacino positiv hervorgehoben.
Das deutsche Hip-Hop-Magazin Juice vergab in einer Rezension dem Album vier von möglichen sechs „Kronen“. In der Wertung wird H.N.I.C. Part 2 als „gut“, „bahnbrechend jedoch nicht“ bezeichnet. Die „weniger gelungenen Stücke“ des Tonträgers, sind aus Sicht der Juice, „an einer Hand abzählbar“. Außerdem wird das Lied A,B,C’s positiv hervorgehoben.